# Svensk Filmindustri
Svensk Filmindustri, kurz SF, ist eine schwedische Filmgesellschaft, die am 27. Dezember 1919 gebildet wurde.

## Geschichte

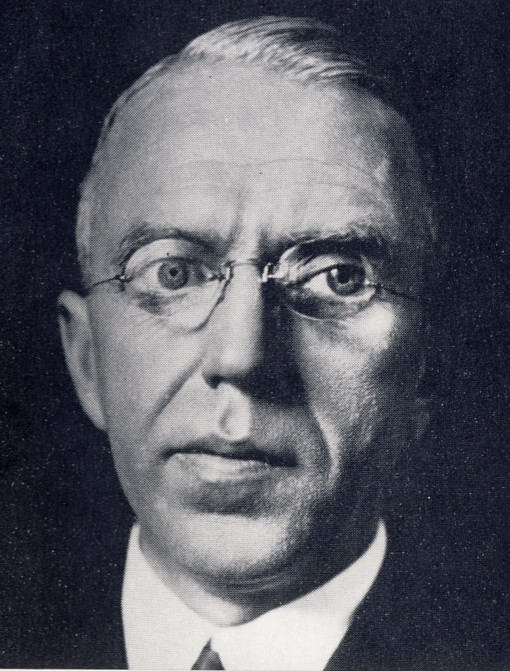
Charles Magnusson

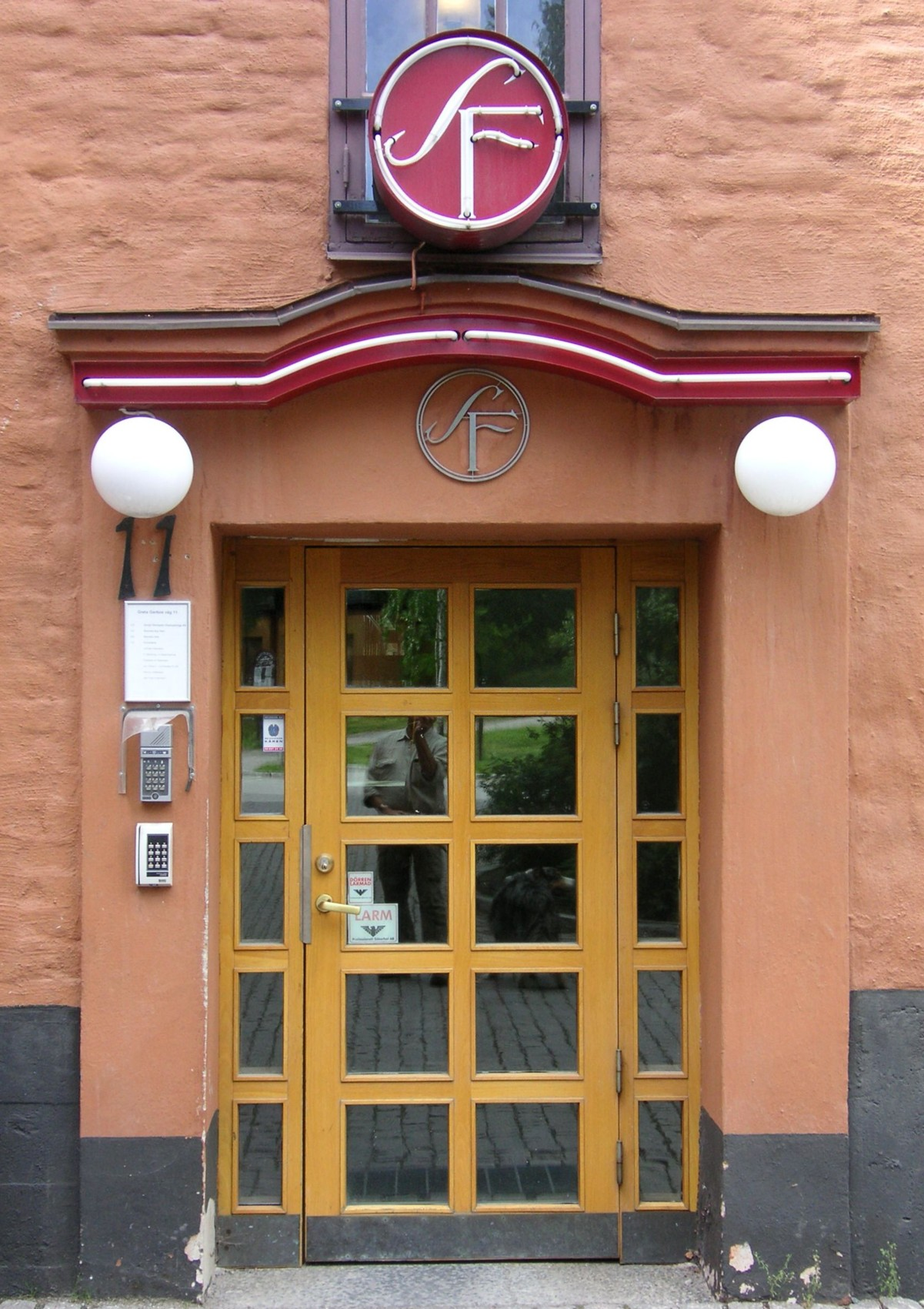
SF:s Büroeingang, Filmstaden

Durch die Fusion von Svenska Biografteatern und Filmindustri AB Scandia entstand 1919 die Filmgesellschaft AB Svensk Filmindustri (Aktiengesellschaft Schwedische Filmindustrie), kurz SF genannt, ihr Hauptbesitzer war der Großindustrielle Ivar Kreuger. Durch die Zusammenlegung verfügte SF über ein Aktienkapital von 35.000 Kronen und über 70 Kinos in Schweden. Der erste Direktor war Charles Magnusson und die beiden international renommierten Regisseure Victor Sjöström und Mauritz Stiller gehörten zu seinem Stab. Deren Filme wurden in alle Welt exportiert und das Unternehmen hatte Büros in Berlin, London, Paris, Amsterdam und New York.
Im Jahr 1920 konnte SF seine neuen Filmstudios in Solna bei Stockholm einweihen. Dieses „schwedische Hollywood“, genannt Filmstaden (die Filmstadt), war seinerzeit eines der modernsten und größten Filmstudios Europas. Hier wurden von 1920 bis 1970 an die 400 Spielfilme produziert. Der erste Film war Victor Sjöströms Stummfilm Körkarlen.
Ende der 1920er Jahre geriet Svensk Filmindustri in eine ökonomische Krise, es gab internen Streit. Arbeitslosigkeit und Depression bewirkten, dass immer weniger Menschen ins Kino gingen. 1926 plante Kreuger sogar SF an die deutsche Universum Film (UFA) zu verkaufen. Eine harte Umorganisation, ein neuer Direktor und der Tonfilm retteten das Unternehmen. Der erste eigenproduzierte Tonfilm mit Lichtton hatte am 11. August 1930 Premiere.
Anfang der 1940er Jahre kam der junge Ingmar Bergman als Drehbuchautor zu SF. Als Regisseur machte er während der kommenden Jahrzehnte das Unternehmen wieder international bekannt.

## Wochenschau
Schon 1914 produzierte Svenska Biografteatern (der Vorgänger von SF) wöchentliche Journalfilme. Das Vorbild war hauptsächlich die französische Pathé-Wochenschau. Unter dem Namen SF-journalen zeigte diese schwedische Wochenschau regelmäßig einen aktuellen Wochenrückblick in den Kinos des Landes, bis das Fernsehen diese Rolle übernahm.

## SF heute
Im Jahr 1983 wurde SF vom schwedischen Medienkonzern Bonnier aufgekauft. Heute ist AB Svensk Filmindustri eine der ältesten noch existierenden Filmgesellschaften der Welt. International bekannt wurden hauptsächlich die Bergman-Filme der 1950er und 1960er Jahre sowie die Verfilmungen von Astrid Lindgrens Büchern. Die Tochtergesellschaft SF Bio AB (seit 1998) betreibt in Schweden 39 Filmtheater mit 226 Kinosalons (Zahlen von 2006). Im Internet vertreibt SF Filme per Video-on-Demand in den skandinavischen Ländern.

## Bilder

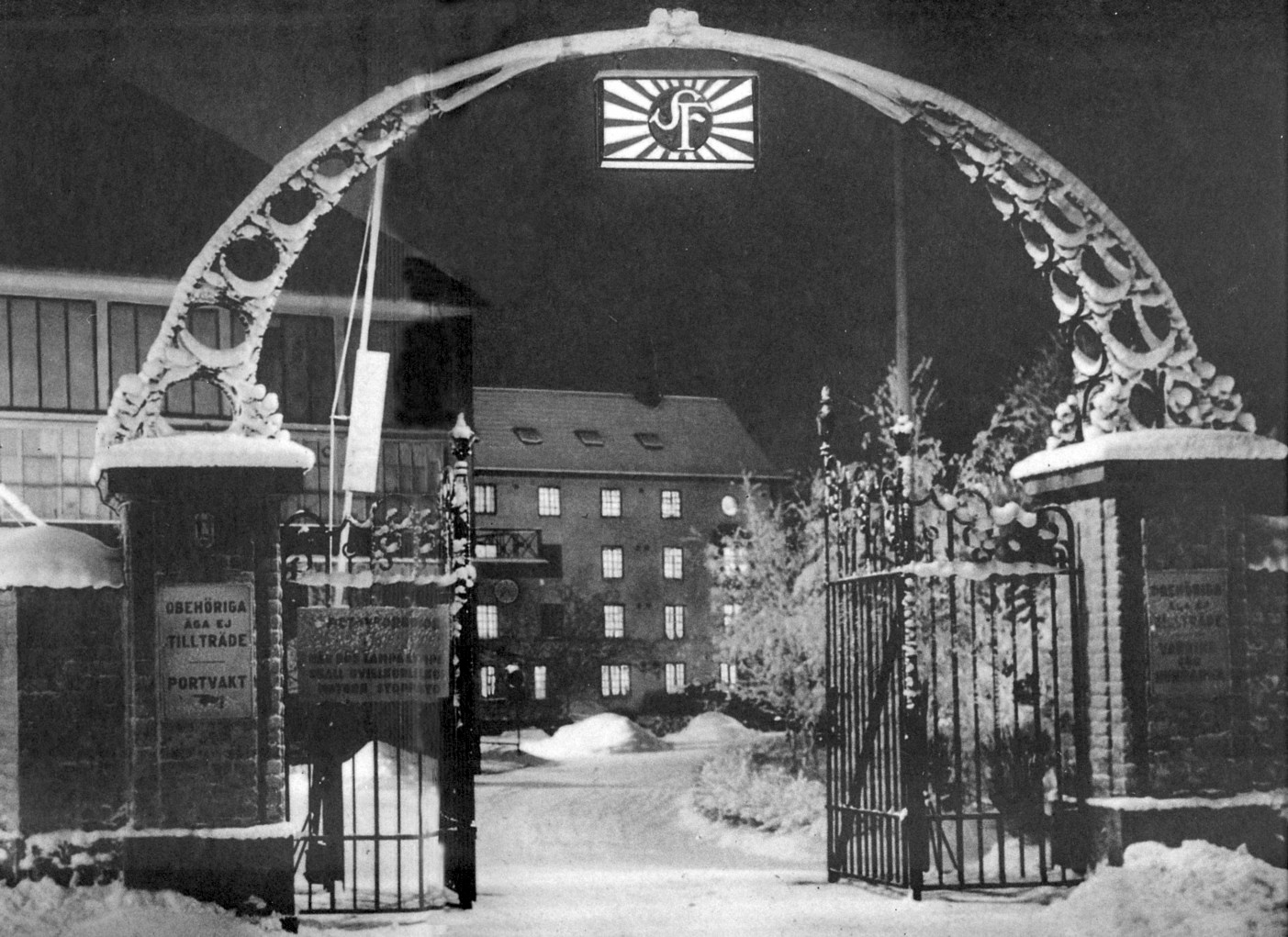
Das Portal zur Filmstaden in Solna um 1930
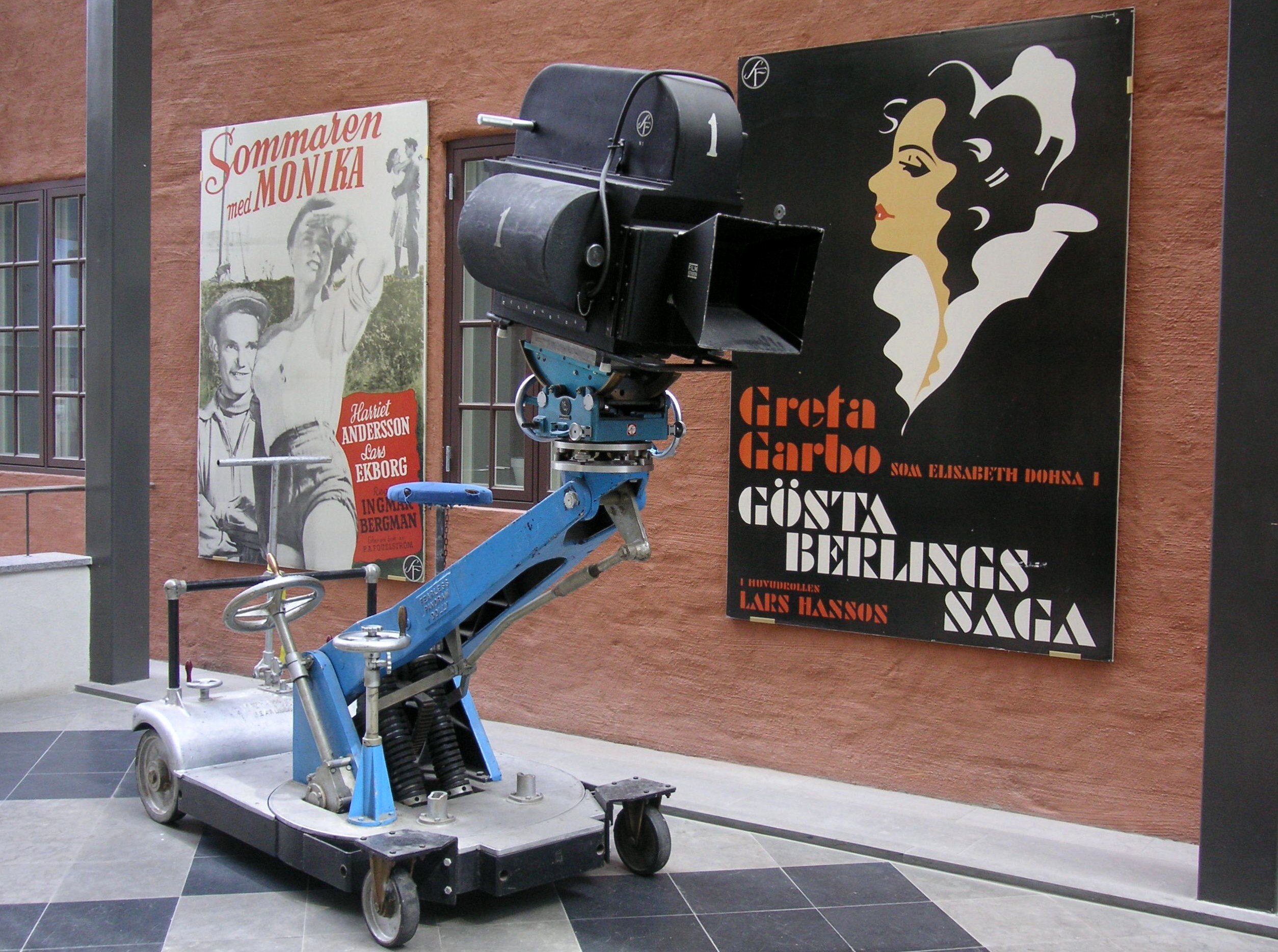
Eine SF-Kamera, Filmstaden
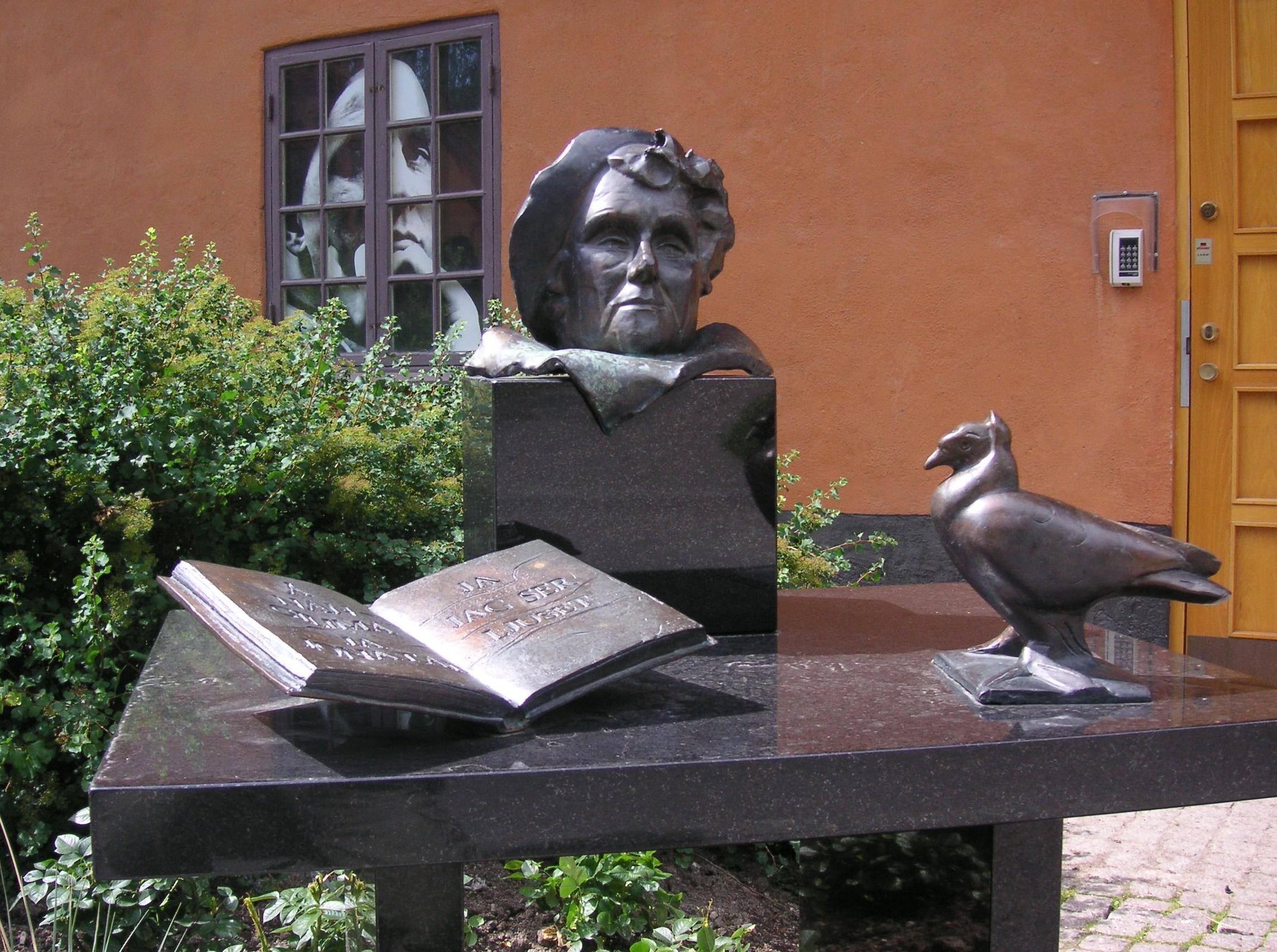
Astrid Lindgren, hinter ihr im Fenster Ingmar Bergman